# Товариство братів Терещенків
Товариство цукробурякових та рафінадних заводів братів Терещенків  — торгово-промислова компанія часів Російської імперії зі штаб-квартирою в Києві, яка належала українській династії промисловців сім'ї Терещенків.

## Історія
В результаті селянської реформи 1861 року в Російській імперії сприятливими стали умови для розвитку товарно-грошових відносин на селі та продажу сільськогосподарської землі. Артем Терещенко зі своїми двома синами Іваном та Олександром розпочали скуповувати володіння поміщиків, господарства яких занепадали. На початок ХХ століття родина володіла майже 200 тис. га землі у Чернігівській і Курській губерніях, що робило її одним із найбільших землевласників Російської імперії. Поруч із сільськогосподарськими землями Терещенки скуповували та оновлювали цукрові заводи, млини і винокурні. Нарівні з модернізацією придбаних цукрових заводів, підприємці будували нові.
У 1870 році Артем Терещенко із синами заснували «Товариство цукробурякових та рафінадних заводів братів Терещенків» з початковим капіталом у 3 млн крб, який до 1900 року досяг уже 8 млн крб. На той час у розпорядженні товариства перебувало п'ять цукрових заводів: власні рафінадні — Михайлівський (Глухівський повіт), Тульський і орендований Черкаський; цукрові — Воронізький (Глухівський повіт) та орендований Крупецький (Путивльський повіт). Товариство було акціонерною компанією закритого типу, акції якої могли переходити виключно між його засновниками — родиною Терещенків.
Серед членів товариства особливо виділялися Нікола та Федір Терещенки, в особистій власності яких на початку 1890-х років перебувало шість цукрозаводів. Нікола Артемович володів такими цукрозаводами, як Андрусівський (Житомирський повіт), Староосятинський (Чигиринський повіт) і Тьоткінський (Рильський повіт). Федір Артемович мав у власності три інші цукрозаводи: Червонський, Коровинецький (Житомирський повіт) і Мартинівський (Канівський повіт). На початку 80-х років XIX ст. Тьоткінський, Андрусівський та Червонський заводи входили до четвірки найбільших підприємств галузі в усій імперії. На початку XX ст. родина Терещенків мала у своєму розпорядженні 11 цукрових заводів — дев'ять власних і два орендованих, на яких вироблялося залежно від врожаю, сировини й кон'юнктури ринку 9–10 % загальноросійського цукру.
Товариство також володіло 8 гуральнями, у тому числі трьома найпотужнішими спиртоочисними заводами: Андрусівським, Червонським і Тьоткінським. Підприємства працювали на сировині (патока), що надходила з цукрозаводів мережі Терещенків. Члени родини Терещенків були також власниками парових і водяних млинів, лісопилень, цегельного заводу, суконної фабрики.
Згідно з обліком рахунків товариства, у 1872–1873 роках від шести цукрозаводів було одержано 376 230 крб. чистого прибутку, а в 1880—1881 роках вже тільки від двох заводів — Тульського та Михайлівського — 346 940 крб. Щороку цукрові заводи Терещенків виготовляли продукції на понад 21 млн крб. У середині 1880-х діяльність товариства щороку приносила братам близько 750 тис. крб прибутків, а в 1911 році на їхніх рахунках у закордонних банках зберігалося більш ніж 13 млн крб.
З приходом в Україну радянської влади у 1919 році практично всі володіння родини Терещенків на території колишньої Російської імперії були націоналізовані, в результаті чого їхнє товариство припинило існування.